# Euplexia trichroma
Euplexia trichroma är en fjärilsart som beskrevs av Edward Meyrick 1902. Euplexia trichroma ingår i släktet Euplexia och familjen nattflyn. Inga underarter finns listade i Catalogue of Life.